# Buch (Souabe)
Pour les articles homonymes, voir Buch.
Buch est une commune de Bavière (Allemagne), située dans l'arrondissement de Neu-Ulm, dans le district de Souabe. Buch se trouve à trente kilomètres au sud-est d'Ulm et à trente kilomètres au nord de Memmingen.

## Municipalité
Outre le village de marché de Buch, la municipalité englobe les territoires des villages de Christertshofen, Dietershofen, Gannertshofen, Nordholz, Obenhausen, Rennertshofen et Ritzisried.

## Architecture
- Église Saint-Valentin (1780) avec des fresques de Conrad Huber
- Chapelle du cimetière (néobaroque)
- Untere Straße, implantation typique de tisserands de l'époque des Fugger
- Brasserie Altes Brauhaus
- Auberge Lamm (XIXe siècle)
- Fontaine de la seconde moitié du XIXe siècle
- Tumulus de l'ancien donjon avec grotte de Lourdes